# Municipio de Spring Lake (Dakota del Norte)
El municipio de Spring Lake (en inglés: Spring Lake Township) es un municipio ubicado en el condado de Ward en el estado estadounidense de Dakota del Norte. En el año 2010 tenía una población de 29 habitantes y una densidad poblacional de 0,31 personas por km².

## Geografía
El municipio de Spring Lake se encuentra ubicado en las coordenadas 47°53′7″N 101°25′21″O / 47.88528, -101.42250. Según la Oficina del Censo de los Estados Unidos, el municipio tiene una superficie total de 92.94 km², de la cual 89,91 km² corresponden a tierra firme y (3,27 %) 3,04 km² es agua.

## Demografía
Según el censo de 2010, había 29 personas residiendo en el municipio de Spring Lake. La densidad de población era de 0,31 hab./km². De los 29 habitantes, el municipio de Spring Lake estaba compuesto por el 100 % blancos. Del total de la población el 0 % eran hispanos o latinos de cualquier raza.